# Tillabéri (regió)
Tillabéri és una regió del Níger que pren el nom de la seva capital Tillabéri.
La regió de Tillabéri està dividida en 6 departaments:
- Filingue
- Kollo
- Ouallam
- Say
- Tera
- Tillabéri

Tillabéri té les següents fronteres que inclou l'única frontera del Níger amb Burkina Faso:
- Mali, al nord
- Burkina Faso, al sud-oest
- Benín, al sud-est

Internament fa frontera amb les regions de:
- Dosso, a l'est
- Tahoua, al nord-est

A més a més, envolta al districte de la capital Niamey.